# Saif bin Sultan II
Saif bin Sultan II (arabe : سيف بن سلطان الثاني) (v. 1706 – 1743) fut le sixième imam de la dynastie Yarubide d'Oman, membre de la secte ibadite. Il occupa la position d’imam à quatre reprises durant une période chaotique de guerre civile et d'invasion par les forces perses.
Saif bin Sultan II hérita du leadership du pays en étant encore enfant, mais il fut écarté au profit de son frère. Son frère fut destitué, et Saif fut à nouveau proclamé imam, bien que le pouvoir fût détenu par un régent qui se proclama plus tard imam. Le régent fut renversé, Saif fut proclamé imam une nouvelle fois, et après une guerre civile, il fut encore déposé en 1724. Les combats continuèrent, et en 1728, Saif devint imam pour la quatrième et dernière fois. Il fut contraint de partager le pouvoir avec un imam rival qui contrôlait l’intérieur du pays. Une guerre civile éclata, divisant le pays. Saif bin Sultan II appela deux fois les Perses à l’aide. La première fois, les Perses pillèrent les villes et causèrent de grandes destructions avant de partir. La seconde fois, ils entreprirent de conquérir le pays. Saif bin Sultan II fut déposé en 1742 et mourut en 1743.

## Dirigeant fantoche

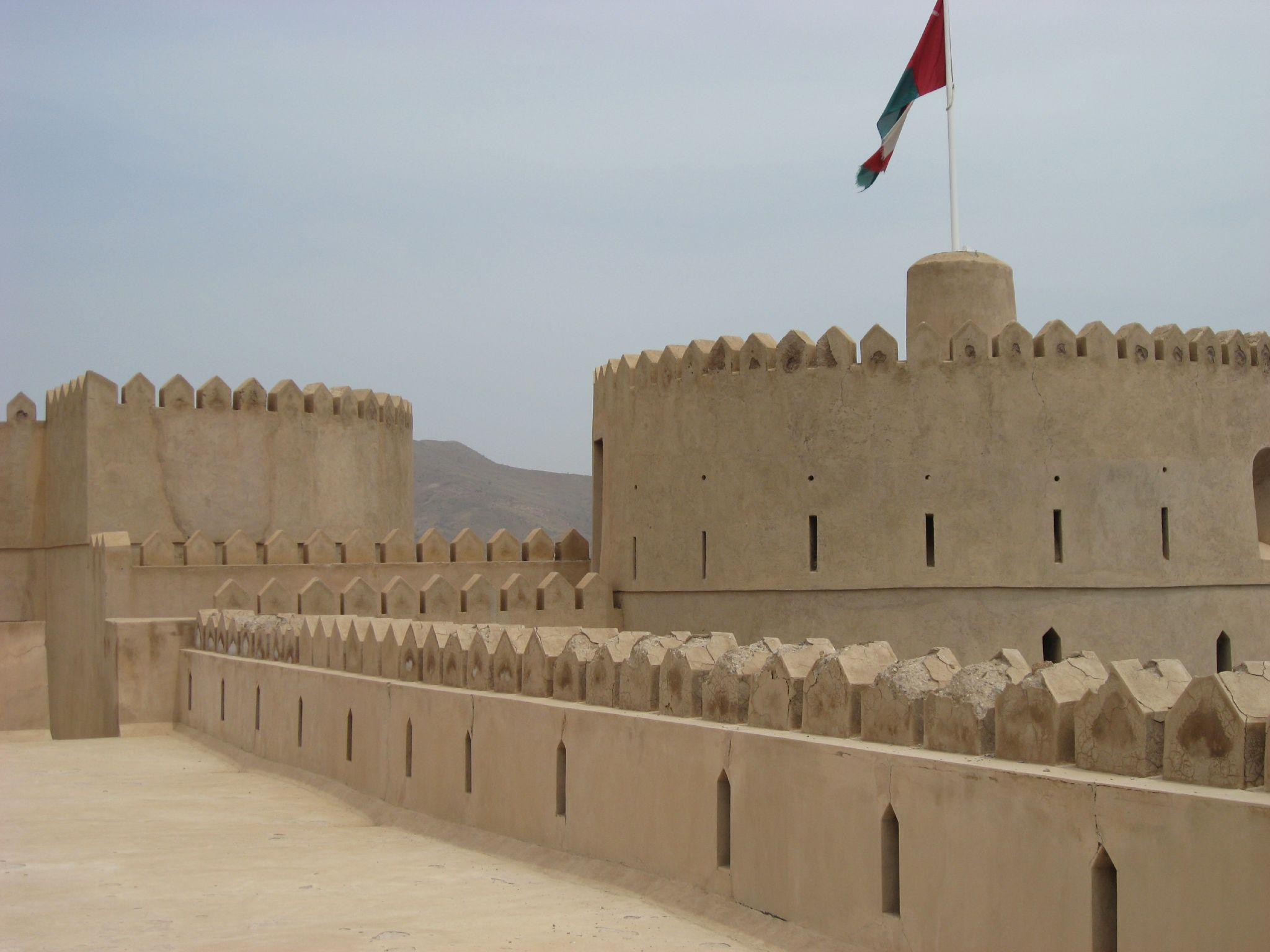
Fort Rustaq, que Saif bin Sultan II utilisa comme base militaire

Saif bin Sultan II a environ douze ans lorsque son père, l'Imam Sultan bin Saif II, décède en 1718. Bien qu’il ait été désigné comme successeur et soit populaire parmi le peuple, les oulémas le jugent trop jeune pour gouverner et préfèrent son grand-oncle Muhanna bin Sultan. En 1719, Muhanna bin Sultan est introduit furtivement dans le fort de Rustaq et proclamé Imam. Muhanna est impopulaire et, en 1720, est déposé et tué par son cousin Ya'arab bin Bel'arab. Ce dernier restaure Saif bin Sultan II en tant qu'Imam et se proclame Gardien. En mai 1722, Ya'arub franchit une nouvelle étape en se proclamant Imam. Cela provoque un soulèvement mené par Bel'arab bin Nasir, un parent par alliance de l'Imam déposé. En 1723, Ya'arub bin Bal'arab est déposé et Bal'arab bin Nasir devient Gardien.
Peu de temps après, Muhammad bin Nasir al Ghafiri mène une révolte avec ses tribus nizari. Il est opposé par une faction dirigée par Khalf bin Mubarak de la tribu des Bani Hina, et donc appelée les Hinawi. Muhammad bin Nasir al Ghafiri prend l’avantage, capturant Saif bin Sultan II et son oncle Bil'arab. En octobre 1724, Muhammad bin Nasir est élu Imam. Son rival, Khalf bin Mubarak, agite les tribus du nord. Lors d'une bataille à Sohar en 1728, Khalf bin Mubarak et Muhammad bin Nasir sont tous deux tués. La garnison de Sohar reconnaît Saif bin Sultan II comme Imam, et il est réinstallé à Nizwa.

## Règne divisé

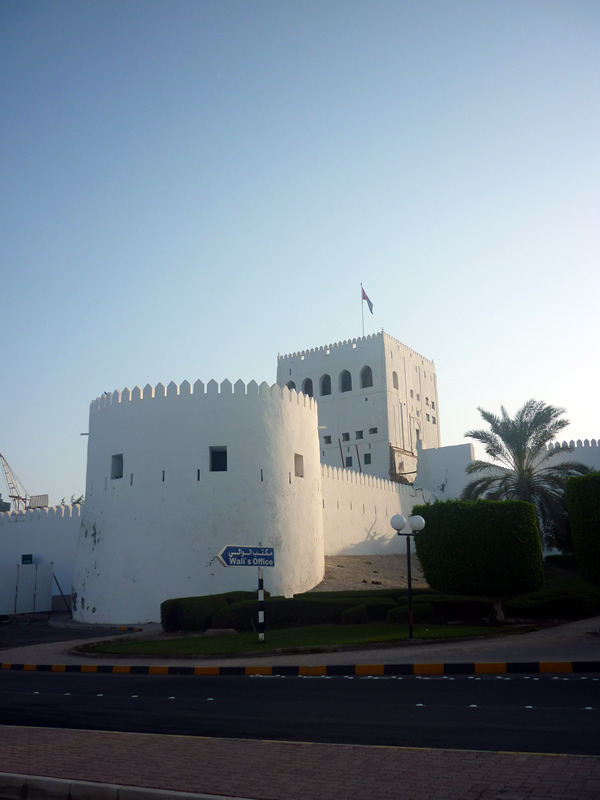
Le fort à Sohar

Peu de temps après l'installation de Saif bin Sultan II, certains habitants d'Az Zahirah élisent son cousin Bal'arab bin Himyar comme Imam. Dès lors, le pays est divisé entre les factions Ghafiri (sunnite) et Hinawi (ibadite). Après quelques affrontements initiaux, les deux Imams rivaux restent armés mais évitent les hostilités pendant quelques années. Bal'arab contrôle la majeure partie de l'intérieur du pays et gagne progressivement la suprématie sur terre. Saif, quant à lui, n'est soutenu que par les Beni Hina et quelques tribus alliées, mais il conserve la marine ainsi que les principaux ports de Muscat, Burka et Sohar. Il adopte un style de vie extravagant dans sa résidence à Rustaq, développant un goût prononcé pour le vin de Shiraz.
Avec son pouvoir en déclin, Saif bin Sultan II finit par demander l’aide de Nader Shah de Perse contre son rival. Une force perse arrive en mars 1737. Saif bin Sultan rejoint les Perses, et ensemble, ils marchent vers Az Zahirah où ils rencontrent et défont les forces de Bal'arab bin Himyar. Les Perses progressent à travers l’intérieur du pays, capturant des villes, tuant, pillant et réduisant des habitants en esclavage. Ils repartent ensuite pour la Perse avec leur butin. Pendant quelques années après cet épisode, Saif bin Sultan II reste souverain incontesté, mais son mode de vie indulgent finit par lui aliéner les tribus.

## Déposition et décès
En février 1742, un autre membre de la famille Yaruba, Sultan bin Murshid, est proclamé Imam. Sultan bin Murshid s'installe à Nakhal et commence à harceler Saif bin Sultan, qui fait de nouveau appel aux Perses pour obtenir de l’aide et promet de leur céder Sohar. Une expédition perse arrive à Julfar vers octobre 1742. Ils assiègent Sohar et envoient des forces à Mascate, mais ne parviennent à prendre ni l’un ni l’autre. En 1743, Saif est trompé et laisse les Perses s'emparer des fort Al Jalali (en) et fort Al-Mirani (en), qui protègent le port de Mascate. Il meurt peu après.
L'Imam Sultan bin Murshid est mortellement blessé sous les murs de Sohar au milieu de l'année 1743. Bal'arab bin Himyar est élu Imam pour lui succéder. En 1744, Ahmad bin Said al-Busaidi, gouverneur de la garnison de Sohar, est élu Imam rival et fonde la dynastie qui continue à gouverner Oman. En 1747, il réussit à détruire la dernière force perse en Oman. Ahmad bin Said devient le dirigeant incontesté d’Oman lorsque Bal'arab bin Himyar meurt en 1749.